# Neukirchen-Balbini
Neukirchen-Balbini là một đô thị ở huyện Schwandorf bang Bayern, Đức.